# Jakob Thomas Rørdam
Jakob Thomas Rørdam, född 12 maj 1825 i Brunlanes, död 4 september 1889 i Larvik, var en norsk bergsman.
Rørdam tog 1841 preliminärexamen och studerade under några år bergsvetenskap vid universitetet i Kristiania, dock utan att underkasta sig ämbetsexamen med undantag för provet i proberkonst, som han avlade 1847. Åren 1849 och 1850 liksom 1854, 1858 och 1859 företog han med offentliga resestipendier geologiska undersökningar, främst av erratiska fenomen, omkring Oslofjorden och av friktionsfenomen på Norges sydkust. Åren 1851–1857 var han lärare vid den Tordenskjoldska borgarskolan i Holmestrand. Sistnämnda år anställdes han som aspirant vid Kongsbergs silververk, där han förblev till 1861 och där han tog praktisk bergsexamen. Senare, till 1865, förestod han en privat silvergruva i Numedal (Anna Sofie gruvas distrikt) för ett brittiskt bolag. År 1866 blev han föreståndare för Jarlsberg verk vid Drammen, vars från äldre tid kända gruvdrift (på silverhaltig blymalm) samma år återupptogs av ett norsk-brittiskt intressentskap. År 1875 blev detta verks drift åter inställd och han levde därefter på en privat egendom i Skoger till 1879, då han blev föreståndare för Dragset kopparverk i Orkedalen.